# Île de Reem
Reem Island (arabe : جزيرة الريم, anglais : Al Reem Island) est une île naturelle située à 600 mètres des côtes de l'île principale d'Abu Dhabi aux Émirats arabes unis. Cette île accueille des zones résidentielles et commerciales, ainsi que l'université Sorbonne Abu Dhabi. 